# Liste du patrimoine culturel immatériel de l'humanité à Oman
Cet article recense les pratiques inscrites au patrimoine culturel immatériel à Oman.

## Statistiques
Oman ratifie la convention pour la sauvegarde du patrimoine culturel immatériel le 4 août 2005. La première pratique protégée est inscrite en 2010.
En 2024, Oman compte 16 éléments inscrits au patrimoine culturel immatériel, 15 sur la liste représentative et 1 sur le registre des meilleures pratiques de sauvegarde.

## Listes

### Liste représentative
Les éléments suivants sont inscrits sur la liste représentative du patrimoine culturel immatériel de l'humanité :
| Élément | Type | Subdivision | Année | Lien  | Notes | Illus. |
| --- | --- | ----------- | ----- | ----- | --- | ------ |
| Al-Bar'ah, musique et danse des vallées du Dhofar d'Oman                                                    | arts du spectacle | Dhofar      | 2010  | 00372 | |        |
| Al 'azi, élégie, marche processionnelle et poésie                                                           | arts du spectacle |             | 2012  | 00850 | |        |
| Al-Taghrooda, poésie chantée traditionnelle des Bédouins dans les Émirats arabes unis et le Sultanat d'Oman | arts du spectacle |             | 2012  | 00744 | Partagé avec les Émirats arabes unis |        |
| Al-Ayyala (en), un art traditionnel du spectacle dans le Sultanat d'Oman et aux Émirats arabes unis         | arts du spectacle |             | 2014  | 01012 | Partagé avec les Émirats arabes unis |        |
| L'Al-Razfa, un art traditionnel du spectacle                                                                | arts du spectacle |             | 2015  | 01078 | Partagé avec les Émirats arabes unis |        |
| Le Majlis, un espace culturel et social                                                                     | pratiques sociales, rituels et événements festifs traditions et expressions orales |             | 2015  | 01076 | Partagé avec l'Arabie saoudite, les Émirats arabes unis et au Qatar |        |
| Le café arabe, un symbole de générosité                                                                     | pratiques sociales, rituels et événements festifs traditions et expressions orales |             | 2015  | 02111 | Partagé avec l'Arabie saoudite, les Émirats arabes unis et le Qatar Étendu en 2024 à la Jordanie |        |
| L'Alardhah du cheval et chameau                                                                             | arts du spectacle connaissances et pratiques concernant la nature et l’univers pratiques sociales, rituels et événements festifs savoir-faire liés à l’artisanat traditionnel traditions et expressions orales |             | 2018  | 01359 | |        |
| Les connaissances, savoir-faire, traditions et pratiques associés au palmier dattier                        | connaissances et pratiques concernant la nature et l'univers savoir-faire liés à l'artisanat traditionnel |             | 2019  | 01509 | Partagé avec l'Arabie saoudite, Bahreïn, l'Égypte, aux Émirats arabes unis, l'Irak, la Jordanie, le Koweït, le Maroc, la Mauritanie, la Palestine, le Qatar, le Soudan, la Tunisie et le Yémen            |        |
| La course de dromadaires, pratique sociale et patrimoine festif associés aux dromadaires                    | connaissances et pratiques concernant la nature et l'univers pratiques sociales, rituels et événements festifs                                                                                                 |             | 2020  | 01576 | Partagé avec les Émirats arabes unis |        |
| La calligraphie arabe : connaissances, compétences et pratiques                                             | pratiques sociales, rituels et événements festifs savoir-faire liés à l’artisanat traditionnel |             | 2021  | 01718 | Partagé avec l'Arabie saoudite, l'Algérie, Bahreïn, l'Égypte, les Émirats arabes unis, l'Irak, la Jordanie, le Koweït, le Liban, la Mauritanie, le Maroc, la Palestine, le Soudan, la Tunisie et le Yémen |        |
| Al-Khanjar, compétences artisanales et pratiques sociales                                                   | pratiques sociales, rituels et événements festifs savoir-faire liés à l’artisanat traditionnel |             | 2022  | 01844 | |        |
| Alheda'a (en), traditions orales de l'appel des troupeaux de dromadaires                                    | traditions et expressions orales connaissances et pratiques concernant la nature et l’univers |             | 2022  | 01717 | Partagé avec l'Arabie Saoudite et les Émirats arabes unis |        |
| Le plat harees : savoir, savoir-faire et pratiques                                                          | traditions et expressions orales pratiques sociales, rituels et événements festifs connaissances et pratiques concernant la nature et l'univers savoir-faire liés à l'artisanat traditionnel                   |             | 2023  | 01744 | Partagé avec l'Arabie saoudite et les Émirats arabes unis |        |
| Le henné : rituels, esthétique et pratiques sociales                                                        | pratiques sociales, rituels et événements festifs savoir-faire liés à l'artisanat traditionnel |             | 2024  | 02116 | Partagé avec l'Algérie, l'Arabie saoudite, Bahreïn, l'Égypte, les Émirats arabes unis, l'Irak, la Jordanie, le Koweït, le Maroc, la Mauritanie, la Palestine, le Qatar, le Soudan, la Tunisie et le Yémen |        |

### Patrimoine immatériel nécessitant une sauvegarde urgente
Oman ne compte aucun élément listé sur la liste du patrimoine immatériel nécessitant une sauvegarde urgente.

### Registre des meilleures pratiques de sauvegarde
L'élément suivant est inscrit sur le registre des meilleures pratiques de sauvegarde : :
| Élément | Type | Subdivision | Année | Lien  | Notes | Illus. |
| --- | --- | ----------- | ----- | ----- | ----- | ------ |
| Le programme du grand voilier-école omanais pour les jeunes (Safinat Shabab Oman) pour la paix et le dialogue culturel durable | arts du spectacle pratiques sociales, rituels et événements festifs connaissances et pratiques concernant la nature et l'univers savoir-faire liés à l'artisanat traditionnel |             | 2024  | 02080 |       |        |